# Liste der Bodendenkmäler in Furth (Niederbayern)
Auf dieser Seite sind die Bodendenkmäler in der niederbayerischen Gemeinde Furth zusammengestellt. Diese Tabelle ist eine Teilliste der Liste der Bodendenkmäler in Bayern. Grundlage ist die Bayerische Denkmalliste, die auf Basis des Bayerischen Denkmalschutzgesetzes vom 1. Oktober 1973 erstmals erstellt wurde und seither durch das Bayerische Landesamt für Denkmalpflege geführt wird. Die folgenden Angaben ersetzen nicht die rechtsverbindliche Auskunft der Denkmalschutzbehörde.

## Bodendenkmäler in Furth
| Lage       | Objekt | Akten-Nr.     | Bild |
| ---------- | --- | ------------- | ---- |
| (Standort) | Siedlung vor- und frühgeschichtlicher Zeitstellung. | D-2-7338-0040 |      |
| (Standort) | Grabhügel vorgeschichtlicher Zeitstellung. | D-2-7338-0112 |      |
| (Standort) | Grabhügel vorgeschichtlicher Zeitstellung. | D-2-7437-0021 |      |
| (Standort) | Grabhügel vorgeschichtlicher Zeitstellung. | D-2-7437-0022 |      |
| (Standort) | Grabhügel vorgeschichtlicher Zeitstellung. | D-2-7437-0023 |      |
| (Standort) | Frühmittelalterliche Abschnittsbefestigung. | D-2-7437-0024 |      |
| (Standort) | Siedlung vor- und frühgeschichtlicher Zeitstellung. | D-2-7437-0025 |      |
| (Standort) | Verebnete Grabhügel vorgeschichtlicher Zeitstellung. | D-2-7437-0026 |      |
| (Standort) | Verebnete Grabhügel vorgeschichtlicher Zeitstellung, Siedlung vor- und frühgeschichtlicher Zeitstellung. | D-2-7437-0027 |      |
| (Standort) | Siedlung vor- und frühgeschichtlicher Zeitstellung. | D-2-7437-0028 |      |
| (Standort) | Verebnete Grabhügel vorgeschichtlicher Zeitstellung. | D-2-7437-0029 |      |
| (Standort) | Siedlung vor- und frühgeschichtlicher Zeitstellung. | D-2-7437-0034 |      |
| (Standort) | Untertägige mittelalterliche und frühneuzeitliche Befunde im Bereich der katholischen Kirche St. Nikolaus in Geberskirchen, darunter Spuren von Vorgängerbauten bzw. älteren Bauphasen.                                  | D-2-7437-0049 |      |
| (Standort) | Untertägige mittelalterliche und frühneuzeitliche Befunde im Bereich der katholischen Pfarrkirche St. Michael in Schatzhofen, darunter Spuren von Vorgängerbauten bzw. älteren Bauphasen.                                | D-2-7437-0051 |      |
| (Standort) | Untertägige frühneuzeitliche Befunde im Bereich der katholischen Kirche St. Johannes von Nepomuk in Punzenhofen, darunter Spuren von Vorgängerbauten bzw. älteren Bauphasen.                                             | D-2-7437-0053 |      |
| (Standort) | Grabhügel vorgeschichtlicher Zeitstellung. | D-2-7438-0258 |      |
| (Standort) | Burgstall des Mittelalters. | D-2-7438-0259 |      |
| (Standort) | Verebnete Grabhügel vorgeschichtlicher Zeitstellung. | D-2-7438-0260 |      |
| (Standort) | Siedlung vor- und frühgeschichtlicher Zeitstellung. | D-2-7438-0261 |      |
| (Standort) | Siedlung vor- und frühgeschichtlicher Zeitstellung. | D-2-7438-0262 |      |
| (Standort) | Siedlung vor- und frühgeschichtlicher Zeitstellung. | D-2-7438-0264 |      |
| (Standort) | Siedlung vor- und frühgeschichtlicher Zeitstellung. | D-2-7438-0265 |      |
| (Standort) | Siedlung vor- und frühgeschichtlicher Zeitstellung. | D-2-7438-0266 |      |
| (Standort) | Siedlung des Neolithikums, u. a. der Linearbandkeramik und der Münchshöfener Gruppe. | D-2-7438-0290 |      |
| (Standort) | Verebnetes viereckiges Grabenwerk und Siedlung vor- und frühgeschichtlicher Zeitstellung. | D-2-7438-0292 |      |
| (Standort) | Verebnete Grabhügel vorgeschichtlicher Zeitstellung. | D-2-7438-0293 |      |
| (Standort) | Verebnete Grabhügel vorgeschichtlicher Zeitstellung. | D-2-7438-0294 |      |
| (Standort) | Grabhügel vorgeschichtlicher Zeitstellung. | D-2-7438-0322 |      |
| (Standort) | Siedlung des Neolithikums, u. a. der Linearbandkeramik und der Altheimer Kultur, sowie der vorrömischen Metallzeiten. | D-2-7438-0333 |      |
| (Standort) | Untertägige mittelalterliche und frühneuzeitliche Befunde im Bereich der katholischen Kirche St. Katharina in Arth, darunter Spuren von Vorgängerbauten bzw. älteren Bauphasen.                                          | D-2-7438-0371 |      |
| (Standort) | Untertägige mittelalterliche und frühneuzeitliche Befunde im Bereich der katholischen Kirche St. Sebastian in Furth, darunter Spuren von Vorgängerbauten bzw. älteren Bauphasen.                                         | D-2-7438-0419 |      |
| (Standort) | Untertägige Befunde im Bereich des Schlosses von Furth mit ehemaligem Wassergraben, Ringmauer und Toranlage mit Torturm, darunter die Spuren von Vorgängerbauten bzw. älteren Bauphasen und abgebrochenen Gebäudeteilen. | D-2-7438-0421 |      |
| (Standort) | Siedlung und verebnete Grabenwerke vor- und frühgeschichtlicher Zeitstellung. | D-2-7438-0467 |      |